# 吐合明文
吐合 明文（はきあい あきふみ、1982年5月11日 - ）は、愛媛県松山市出身で北の湖部屋に所属していた元大相撲力士。本名は同じ。現役時代の体格は身長174cm、体重121kg。得意手は突き、押し。最高位は東幕下2枚目（2012年3月場所）。

## 来歴
小学校3年生から地域のスポーツクラブ春日館が新設した松山道場の創設メンバーとして相撲の稽古を始め、同じ松山市出身で1学年先輩の武蔵海とはしばしば稽古相手を務め合っていた。道後中学から強豪の富山・高岡向陵高に進んだ。近畿大学時代は持ち前のスピードを生かした相撲で活躍し、全国学生相撲選手権大会で悲願の優勝を果たし学生横綱に輝き、幕下付出15枚目格の資格を得て大相撲入りした。北の湖部屋を選んだ理由は北の湖の誠実さに惹かれたことであり、武蔵海が同じ出羽海一門の武蔵川部屋（現・藤島部屋）に所属していることも角界入りを決断する要因となった。なお武蔵海(対戦当時・山崎)とは初土俵を踏んだ2005年3月場所の一番相撲で対戦している。
しかし大相撲入り直前に出場した2004年12月の全日本相撲選手権大会で、学生横綱にもかかわらず高校横綱の澤井（豪栄道）に2連敗するなど当初から不安視された。案の定、大相撲入りしてからは立合いの難しさに戸惑い、得意の突き放しての押しの威力が発揮できず、デビューの2005年3月場所から2場所は勝ち越して幕下西5枚目まで番付を上げたが、その7月場所で1勝6敗と大負けすると、翌9月場所からはケガで4場所連続休場、再出場した2006年5月場所でもケガを重ねて再び連続休場し、同年11月場所では戦後初めて幕下付け出し力士として番付外に陥落した。一生に関わる怪我であることが医師から明言されたため2006年の暮れに師匠へ引退の意思を伝えたが「もう数場所は様子を見よう」と慰留された。
リハビリを経て2007年7月場所で前相撲を取り、再出世。同年11月場所では序二段で全勝（優勝決定戦で敗退）、2008年5月場所では三段目で全勝（優勝決定戦で敗退）を果たして幕下に復帰し、その後は一進一退を繰り返しながら徐々に番付を上げていった。幕下西11枚目の地位で迎えた2012年1月場所では6連勝して十両昇進に迫ったが、7番目に東幕下筆頭で3勝3敗だった里山との対戦に敗れて昇進はならなかった。3月場所では6年8ヶ月ぶりに自己最高位を更新する幕下東2枚目の地位で十両昇進を狙ったがケガのため途中休場した。
その後は怪我から復帰しても負け越しが続いて2013年3月場所で三段目へ降格。1場所で幕下に復帰するも上位には戻れずに中位から下位が主戦場となり、入門から10年の区切りを機に、2015年5月場所を最後に土俵を去った。引退に際して近畿大学の先輩でもある大岩戸からねぎらいの言葉をかけられた。
引退後は千葉県内の飲食店に勤務する予定であり、将来は独立する意向を持っているという。

## 通算成績
- 通算成績：183勝166敗43休（57場所）
- 幕下成績：141勝155敗12休（44場所）

| | 一月場所 初場所（東京）   | 三月場所 春場所（大阪）   | 五月場所 夏場所（東京） | 七月場所 名古屋場所（愛知） | 九月場所 秋場所（東京）   | 十一月場所 九州場所（福岡） |
| --- | ------------------------- | ------------------------- | ----------------------- | --------------------------- | ------------------------- | --------------------------- |
| 2005年 （平成17年） | x                         | 幕下付出15枚目 4–3        | 西幕下11枚目 4–3        | 西幕下5枚目 1–6             | 東幕下25枚目 1–3–3        | 東幕下48枚目 休場 0–0–7     |
| 2006年 （平成18年） | 西三段目28枚目 休場 0–0–7 | 西三段目88枚目 休場 0–0–7 | 東序二段49枚目 3–1–3    | 西序二段73枚目 休場 0–0–7   | 西序ノ口17枚目 休場 0–0–7 | （番付外）                  |
| 2007年 （平成19年） | （番付外）                | （番付外）                | （番付外）              | （前相撲）                  | 東序ノ口36枚目 5–2        | 東序二段106枚目 7–0         |
| 2008年 （平成20年） | 東三段目91枚目 5–2        | 東三段目56枚目 5–2        | 西三段目29枚目 7–0      | 西幕下20枚目 3–4            | 東幕下28枚目 4–3          | 西幕下20枚目 3–4            |
| 2009年 （平成21年） | 東幕下30枚目 4–3          | 東幕下23枚目 3–4          | 西幕下32枚目 2–5        | 西幕下48枚目 5–2            | 西幕下35枚目 3–4          | 西幕下45枚目 5–2            |
| 2010年 （平成22年） | 西幕下32枚目 6–1          | 東幕下13枚目 3–4          | 東幕下20枚目 4–3        | 西幕下16枚目 4–3            | 東幕下10枚目 3–4          | 西幕下13枚目 2–4            |
| 2011年 （平成23年） | 西幕下19枚目 2–5          | 八百長問題 により中止     | 東幕下35枚目 4–3        | 西幕下18枚目 3–4            | 東幕下24枚目 4–3          | 東幕下19枚目 5–2            |
| 2012年 （平成24年） | 西幕下11枚目 6–1          | 東幕下2枚目 1–4–2         | 東幕下18枚目 3–4        | 西幕下23枚目 3–4            | 東幕下32枚目 3–4          | 東幕下39枚目 3–4            |
| 2013年 （平成25年） | 東幕下48枚目 2–5          | 西三段目3枚目 5–2         | 西幕下38枚目 4–3        | 西幕下31枚目 4–3            | 西幕下25枚目 2–5          | 西幕下40枚目 4–3            |
| 2014年 （平成26年） | 東幕下33枚目 3–4          | 東幕下42枚目 3–4          | 西幕下49枚目 4–3        | 東幕下41枚目 5–2            | 西幕下25枚目 2–5          | 西幕下42枚目 1–6            |
| 2015年 （平成27年） | 西三段目11枚目 5–2        | 西幕下48枚目 3–4          | 西幕下60枚目 引退 2–5–0 | x                           | x                         | x                           |
| 各欄の数字は、「勝ち-負け-休場」を示す。 優勝 引退 休場 十両 幕下 三賞：敢=敢闘賞、殊=殊勲賞、技=技能賞 その他：★=金星 番付階級：幕内 - 十両 - 幕下 - 三段目 - 序二段 - 序ノ口 幕内序列：横綱 - 大関 - 関脇 - 小結 - 前頭（「#数字」は各位内の序列） |                           |                           |                         |                             |                           |                             |

## 改名歴
- 吐合 明文（はきあい あきふみ） 2005年3月場所 - 2015年5月場所